# Agnes Yewande Savage
Agnes Yewande Savage, née le 21 février 1906 à Édimbourg et morte en 1964, est une femme médecin nigériane, notamment connue comme étant la première femme d’Afrique de l'Ouest à se former en médecine en Occident, à obtenir un diplôme universitaire en médecine, à l’université d'Édimbourg à l'âge de 23 ans.  

## Biographie
A. Savage est née le 21 février 1906 à Édimbourg, en Écosse de Richard Akinwande Savage, un médecin nigérian, éditeur de journaux et diplômé d'Édimbourg en 1900 et krio et de Maggie S. Bowie, une ouvrière écossaise. Elle réussit les examens du Royal College of Music en 1919 et obtient une bourse pour poursuivre au George Watson's College. Elle obtient suite le Scottish Higher Education Leaving Certificate,,.
Elle décide d'entrer à l'Université d’Édimbourg pour étudier la médecine.  Au cours de sa quatrième année de médecine, elle remporte un prix scolaire en maladies de la peau et une médaille en médecine légale. Elle termine ses études supérieures en médecine et reçoit le Prix Dorothy Gilfillan Memorial en 1929, à 23 ans,,.
Elle meurt d'un accident vasculaire cérébral en 1964.

## Carrière
Elle se heurte dans la suite de son parcours professionnels à des obstacles institutionnels liés à son sexe et à sa couleur de peau. Après avoir obtenu son diplôme, elle rejoint l‘administration coloniale en Côte-de-l'Or (aujourd'hui Ghana) en tant que médecin auxiliaire. Bien que mieux qualifiée que la plupart de ses homologues masculins, elle reçoit moins d'avantages sociaux et se voit confier moins de responsabilités,.
En 1931, elle est recrutée par le directeur du collège Achimota à Accra. Elle y exerce pendant quatre ans en tant que médecin et enseignante. Ce travail à Accra lui permet d’entrer en contact avec quelques femmes pionnières dans le domaine médical en Afrique de l’Ouest dont la ghanéenne Susan Ofori-Atta, qu’elle incite à poursuivre des études, ou encore une autre ghanéenne, Matilda J. Clerk,,.
Après Achimota, elle retourne dans l’administration médicale coloniale et y obtient des responsabilités plus significatives. Elle est responsable des cliniques d'aide à l'enfance, associées à l'hôpital universitaire de Korle-Bu, à Accra. Parallèlement, elle est nommée médecin conseillère médicale adjointe à la maternité de l'hôpital et directrice du foyer des infirmières. A Korle-Bu, elle supervise la création d'une école de formation d'infirmières,.
Elle prend sa retraite en 1947 et passe le reste de sa vie en Écosse à élever sa nièce et son neveu jusqu'à son décès.

## Vie privée
Elle est la sœur du capitaine Richard Gabriel Akinwande Savage (en). 